# Bataille de Tchesmé
Guerre russo-turque de 1768-1774
Révolution d'Orloff
Batailles
- Aspindza
- Nauplie (en)
- Orloff
- Tchesmé
- Larga
- Kagul
- Beyrouth (en)
- Patras
- Kozludzha (en)
- Kertch

La bataille de Tchesmé est un affrontement entre les flottes de la Russie de Catherine II et de l'Empire ottoman lors de la guerre russo-turque de 1768-1774. Elle se déroula lors de l'épisode dit de la révolution d'Orloff dans le chenal entre l'île de Chios et la ville d'Asie mineure de Tchesmé.
La flotte ottomane avait évité la flotte russe tout le printemps 1770. Le capoudan-pacha espérait que la contre-attaque terrestre affamerait les troupes russes qui privées de ressources et de vivres seraient vaincues sans combat. Après avoir mouillé à Nauplie, la flotte s'était réfugiée à Chios. Rejointe par la flotte russe, elle ne put refuser plus longtemps l'affrontement.
Le capoudan-pacha plaça sa flotte en croissant le long du rivage et gagna la terre ferme. Il laissa le navire amiral, la Capoudana à son second Hassan-Bey.
Au bout de quatre heures de combat, la capoudana était abordée par le navire amiral russe. Le combat se déroula au corps à corps jusqu'à ce que la capoudana explosât, faisant couler en même temps les deux navires. Les navires ottomans survivants se réfugièrent dans la baie de Tchesmé. Ils y furent coulés par des brûlots. Un seul vaisseau turc ne fut pas coulé : il fut pris par les Russes.

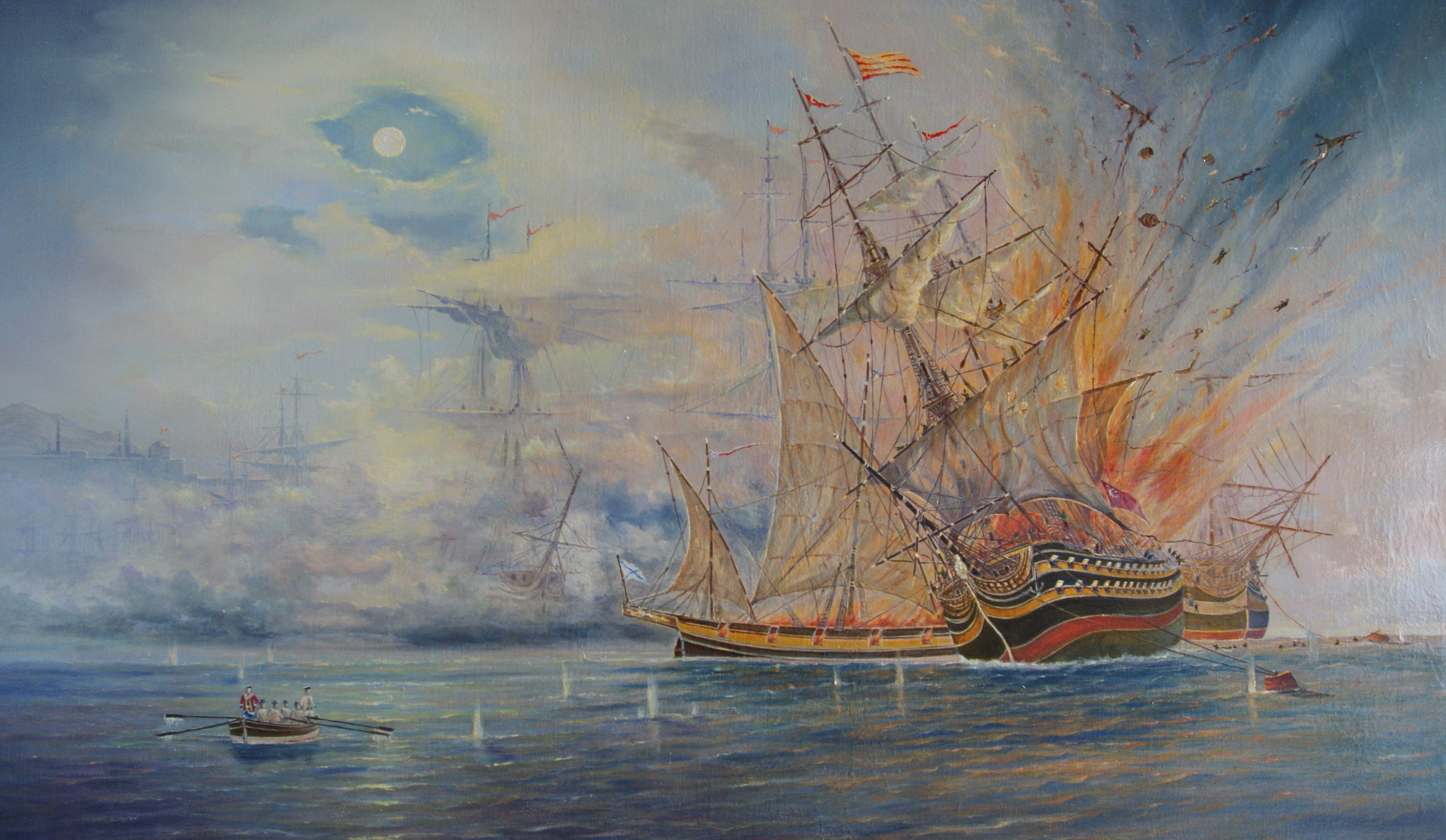
Bataille de Chesme. La peinture représente une attaque par le navire-incendie du lieutenant D. Ilyin 100x140 huile sur toile. Vladimir Kosov 2021

### Iconographie
- La Bataille de Tchesmé huile sur toile, 100x140cm, par Vladimir Kosov
- Bataille navale de Chesmé, par Philippe Hackert

## Conséquences
C'est la plus grande défaite subie par l'Empire ottoman depuis la bataille de Lépante. La marine russe est désormais maîtresse de la mer Égée, où elle reste pendant cinq ans. Cette victoire russe, le même jour que celle de Larga et deux semaines avant celle de Kagul, met Catherine II en position de force pour les négociations de paix mettant fin à la guerre russo-turque.